# With You (песня Мэрайи Кэри)
«With You» — песня американской певицы Мэрайи Кэри, выпущенная 4 октября 2018 года лейблом Epic Records в качестве первого сингла с пятнадцатого студийного альбома Caution.

## Предыстория
В 2018 году Мэрайя Кэри подписала контракт с компанией Live Nation Entertainment, взявшей обязательства по организации серии концертных выступлений певицы «The Butterfly Returns» в Лас-Вегасе на период 2018—2019 годов. В сентябре после завершения первой части тура певица анонсировала выход нового альбома в конце года. 21 сентября Мэрайя стала хедлайнером фестиваля iHeartRadio Music Festival, где впервые выступила перед зрительской аудиторией с новой песней «GTFO», выпущенной промосинглом с альбома Caution. 2 октября 2018 года певица анонсировала выход и обложку первого официального сингла «With You», который был выпущен через два дня.

## Музыка и текст
«With You» была написана Мэрайей Кэри и DJ Mustard, который так же является продюсером песни. «With You» — «бархатная» баллада, построенная на мягкой перкуссии и аккордах фортепиано. Текст песни повествует о романтических чувствах девушки, которая ищет заботу и защищённость, и парне, признающемся ей в любви. В композиции есть отсылка к предыдущему синглу певицы «Breakdown» при участии Bone Thugs-n-Harmony, где Мэрайя поёт «Со времён песни Bone Thugs, тебя не сломить, ты сильна, как никогда». В финальной части трека певица поёт узнаваемыми звуками своего свисткового регистра.

## Музыкальный видеоклип
Премьера музыкального видеоклипа, режиссёром которого является Сара МакКолган, состоялась 10 октября 2018 года на канале Vevo. Черно-белый видеоряд показывает певицу на фоне различных мест Лос-Анджелеса, а также кадры на балконе особняка, пляже, поездку на автомобиле и прогулки по Голливудской «Аллее славы». Помимо платьев, представленных в видеоклипе, певица была показана в искусственной шубе и солнцезащитных очках.

## Реакция общественности
Майк Вэсс в обзоре для американского музыкального блога Idolator назвал песню лучшим синглом со времён выхода «#Beautiful», и оценил работу продюсера DJ Mustard, который нашёл идеальный баланс между узнаваемым балладным стилем певицы, простым ритмическим рисунком ударных инструментов, необычной мелодической структурой песни и повторяющимися хуками. Некоторые музыкальные критики отметили схожесть «With You» с ранними песнями певицы, такими как: «I Stay in Love», «Bye Bye» и «Angels Cry», похвалив певицу за то, что «она одна из немногих звёзд, работающих в поп- и ритм-энд-блюзовых жанрах, кто открыто и последовательно рассказывает в песнях о своей жизни, оставаясь преданной образу простого автора-исполнителя». Сэл Синкемани в обзоре для журнала Slant Magazine писал «Уже более десятилетия Мэрайя пытается повторить формулу успеха „We Belong Together“, и, на этот раз, удваивает ставки с песней „With You“, название которой напоминает международный хит 1994 года „Without You“, однако, новая псевдооптимистичная баллада едва ли достойна появления в альбоме».

## Концертные выступления
Первое выступление перед зрительской аудиторией состоялось 9 октября 2018 года на церемонии American Music Awards.

## Список композиций
| №  | Название   | Автор(ы)                     | Продюсер   | Длительность |
| -- | ---------- | ---------------------------- | ---------- | ------------ |
| 1. | «With You» | Мэрайя Кэри, Дижон МакФарлей | DJ Mustard | 3:47         |

## Чарты
| Чарт (2018)                             | Высшее место |
| --------------------------------------- | ------------ |
| France Downloads (SNEP)                 | 125          |
| Венгрия (Single Top 40)                 | 8            |
| Spain Physical/Digital (PROMUSICAE)     | 30           |
| Billboard Adult R&B Songs               | 28           |
| Billboard Hot R&B Songs                 | 22           |
| Billboard R&B/Hip-Hop Digital Songs     | 4            |
| Billboard R&B Digital Song Sales        | 5            |
| Billboard Hot R&B/Hip-Hop Singles Sales | 22           |
| Top 30 Singles Chart (Сингапур)         | 19           |
| Top 30 Singles Chart (Филиппины)        | 12           |
| Top 30 Singles Chart (Индонезия)        | 26           |
| Top 30 Singles Chart (Малайзия)         | 20           |
| Top 30 Singles Chart (Таиланд)          | 23           |
| Top 30 Singles Chart (Вьетнам)          | 13           |

## Хронология выпуска
| Страна | Дата            | Формат                 | Лейбл |
| ------ | --------------- | ---------------------- | ----- |
| Мир    | 4 октября 2018  | Цифровой контент       | Epic  |
| Мир    | 10 октября 2018 | Музыкальный видеоклип  | Epic  |
| США    | 16 октября 2018 | Contemporary hit radio | Epic  |